# Лабендзь (Куявсько-Поморське воєводство)
Лабендзь (пол. Łabędź) — село в Польщі, у гміні Ринськ Вомбжезького повіту Куявсько-Поморського воєводства.
Населення — 217 осіб (2011).

## Демографія
Демографічна структура станом на 31 березня 2011 року:
|          | Загалом | Допрацездатний вік | Працездатний вік | Постпрацездатний вік |
| -------- | ------- | ------------------ | ---------------- | -------------------- |
| Чоловіки | 107     | 22                 | 75               | 10                   |
| Жінки    | 110     | 23                 | 62               | 25                   |
| Разом    | 217     | 45                 | 137              | 35                   |